# The Modern Dance
Az 1978-as The Modern Dance a Pere Ubu debütáló nagylemeze. Szerepel az 1001 lemez, amit hallanod kell, mielőtt meghalsz című könyvben.

## Az album dalai
| 1. | Non-Alignment Pact | Pere Ubu | 3:18 |
| 2. | The Modern Dance   | Pere Ubu | 3:28 |
| 3. | Laughing           | Pere Ubu | 4:35 |
| 4. | Street Waves       | Pere Ubu | 3:04 |
| 5. | Chinese Radiation  | Pere Ubu | 3:27 |

| 1. | Life Stinks         | Peter Laughner | 1:52 |
| 2. | Real World          | Pere Ubu       | 3:59 |
| 3. | Over My Head        | Pere Ubu       | 3:48 |
| 4. | Sentimental Journey | Pere Ubu       | 6:05 |
| 5. | Humor Me            | Pere Ubu       | 2:44 |

## Közreműködők
- David Thomas – ének, kis oboa (musette), ütőhangszerek
- Tom Herman – gitár, háttérvokál
- Allen Ravenstine – EML 101 & 200 analóg szintetizátor, szaxofon
- Tony Maimone – basszusgitár, zongora, háttérvokál
- Scott Krauss – dob

## Fordítás
Ez a szócikk részben vagy egészben a The Modern Dance című angol Wikipédia-szócikk ezen változatának fordításán alapul.  Az eredeti cikk szerkesztőit annak laptörténete sorolja fel. Ez a jelzés csupán a megfogalmazás eredetét és a szerzői jogokat jelzi, nem szolgál a cikkben szereplő információk forrásmegjelöléseként.